# Szenes Béla
Szenes Béla (Budapest, 1894. január 18. – Budapest, 1927. május 26.) magyar író, újságíró, színpadi szerző, műfordító. Szenes Andor unokatestvére, Szenes Hanna édesapja. Tragikusan rövid élete ellenére életműve jelentős.

## Életpályája

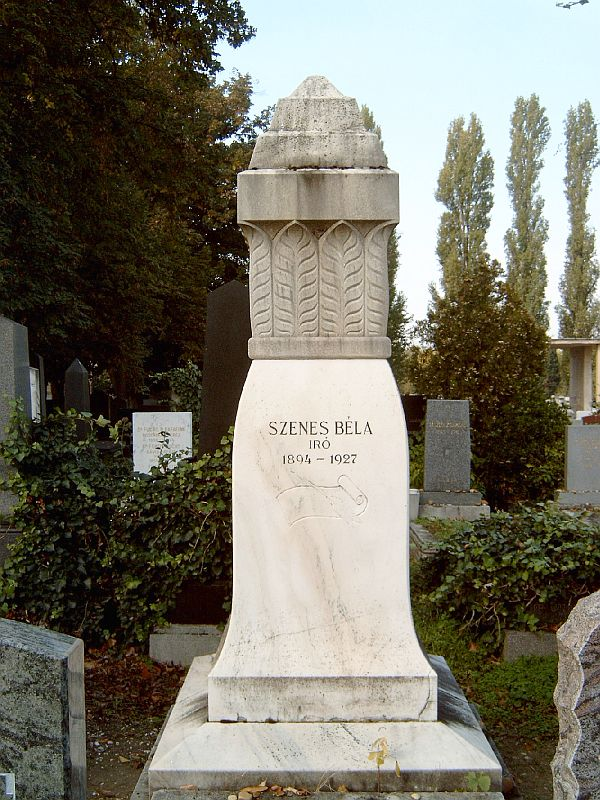
Szenes Béla sírja Budapesten. Kozma utcai izraelita temető: 5B-11-47.

1894. január 18-án született Budapest VI. kerületében Schlesinger Joachim (Henrik) és Steinitz Róza gyermekeként; édesapja felsőozori származású ékszerész, édesanyja vágújhelyi születésű. Az egyetemet Budapesten végezte, majd újságírói pályára lépett: A Nap, az Új Hírek majd a Pesti Hírlap munkatársa volt. A Pesti Hírlapban a Vidám írások címen Szenes ember álnév alatt megjelent karcolatai népszerűvé tették a nevét. Regényeket, vígjátékokat, kabarétréfákat és humoros karcolatokat írt. Szőke Szakáll Sörkabaréjában mutatkozott be 1917-ben. Később számos pesti kabaré szerzője volt. Többek között a Modern Színpad, a Bethlen téri Színpad, a Vidám Színpad, a Fővárosi és az Omnia kabaré is játszotta műveit. 1919-ben lefordította Csehov A kérő című darabját. Ezt a Medgyasszay Színházban mutatták be.

## Főbb művei
- A kristóftéri Kolumbusz (regény, Budapest, 1918)
- A meztelen táncosnő (regény, Budapest, 1919)
- Pest (elbeszélés, Budapest, 1920)
- A tizenegyedik parancsolat (regény, Budapest, 1921)
- A buta ember (vígjáték, Budapest, 1921)
- A gazdag lány (vígjáték, Budapest, 1921)
- Végállomás (színmű, Budapest, 1923)
- Az alvó férj (vígjáték, Budapest, 1926)
- Schöpflin Aladár: Szenes Béla (Nyugat, 1926)

## Emlékezete
- Kárpáti Aurél: Szenes Béla (Nyugat, 1927.)